# Eleutherodactylus zeus
Espèce
Statut de conservation UICN

 EN B1ab(iii) : En danger
Eleutherodactylus zeus est une espèce d'amphibiens de la famille des Eleutherodactylidae.

## Répartition
Cette espèce est endémique de la province de Pinar del Río à Cuba. Elle se rencontre de 75 à 182 m d'altitude dans la Sierra de los Organos et la Sierra del Rosario.

## Description
La femelle holotype mesure 83,0 mm.

## Étymologie
Son nom d'espèce lui a été donné en référence à Zeus.

## Publication originale
- Schwartz, 1958 : Another new large Eleutherodactylus (Amphibia: Leptodactylidae) from Western Cuba. Proceedings of the Biological Society of Washington, vol. 71, p. 37-42 (texte intégral).